# Haematopota bactriana
Haematopota bactriana är en tvåvingeart som först beskrevs av Olsufjev 1939.  Haematopota bactriana ingår i släktet Haematopota och familjen bromsar. Inga underarter finns listade i Catalogue of Life.